# أرييه ليب فرومكن

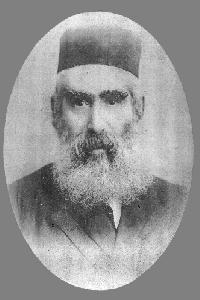
آريه ليب فرومكن

أرييه ليب فرومكين (אריה ליב פרומקין، 1845 – 1916) حاخام ومعلم ومؤلف كتب صهيوني وأحد مؤسسي مستعمرة بتاح تكفا.

## السيرة الذاتية

### المسيرة المهنية المبكرة
ولد أرييه ليب في بلدة كالمين في منطقة كوفنو في ليتوانيا (كانت آنذاك في المناطق اليهودية بالإمبراطورية الروسية) في عام 1845 لوالده الحاخام شموئيل كالمر ووالدته فروما، الأصغر بعد سبع بنات. علمه والده وعمه (الحاخام إيلياهو راجولير - حاخام مهم ومؤلف كتاب "أجوبة تيد إيلياهو") التوراة. أراد والده الهجرة إلى فلسطين مع العائلة بأكملها، لكن والدته كانت تخشى أن تكون الصعوبات كبيرة جدًا، لذلك انطلق والده في رحلة للاستكشاف والاستعداد للهجرة إلى فلسطين. وفي أثناء وجوده هناك شعر أن الصعوبات كانت كبيرة بالفعل، فعاد لرعاية أفراد عائلته والعناية بهم. وبعد زواج ثلاث من بناته وولده الوحيد أرييه ليب، وشعوره بدنو أجله، هاجر إلى فلسطين مرة أخرى، وتوفي بعد أقل من عام هناك.
ومنذ اليوم الذي وصلت فيه خبر وفاة والده، بذل أرييه ليب جهدًا لإيجاد طريقة للوصول إلى قبر والده والاستقرار في فلسطين. فانطلق بعد فترةفي رحلة إلى الأرض المقدسة، ووصل إلى فلسطين في عام 1871. وخلال هذه الرحلة التي استمرت حوالي عام، وجد قبور جبل الزيتون في حالة صعبة، فقرر تدوين نقوش شواهد القبور من قبور جميع حاخامات القدس وإجراء بحث حول تاريخهم. وبعد أن انتهى من كتابة مذكراته عن رحلته التي أطلق عليها رحلة ابن شموئيل، وانتهى من إعداد المجلد الأول من كتاب "تولدوت ها-ساجس" (حكماء القدس)، عاد إلى ليتوانيا ليجد التمويل اللازم لأبحاثه ونشر كتابه.
خلال إقامته في ليتوانيا، تولى منصب الحاخام لجماعة ألكسوت (ضاحية كوفنو)، وكان الناس يأتون من كل أنحاء كوفنو ومن بعيد لسماع عظاته.

### فلسطين
بذل فرومكين معظم طاقته في الدعوة لاستيطان أرض فلسطين في عدة الأماكن، وأكد أنه بعد المذابح في روسيا تحديداً حان وقت الهجرة إلى فلسطين حيث يتم بناء مجتمع مقدس، وليس الهجرة إلى أمريكا التي من شأنها وفقًا له أن تسبب تحجيم وانحدار القيم الدينية. كما وضع رؤيته لإنشاء مجتمع زراعي ومؤسسة تعليمية للمستوطنين.
أثناء وجوده في ألمانيا، وقعت كلماته على آذان الحاخام عوفاديا لاخمان والحاخام عزريئيل هيلدسهايمر (حاخام الطائفة الأرثوذكسية في برلين) وقررا الانضمام إلى البعثة. كلف لاخمان الحاخام فرومكن بإنشاء بناء زراعي باسمه ("أحوزات لاخمان") في بتاح تكفا، وقدم الحاخام هيلدسهايمر دعمه لتخطيط المؤسسة التعليمية ومنهجها. كان من المفترض أن يمول دخل العقار الزرعي المدرسة. بفضل هذا الدعم انطلق فرومكين في عام 1884 مع زوجته وأطفاله الأربعة إلى الأرض المقدسة لشراء عقار في أم المستعمرات في بتاح تكفا أثناء تجديد الاستيطان اليهودي هناك. اشترى حوالي 1000 دونم من الأراضي من قرية ملبس، وأنشأ عليها (على زاوية شارعي حاييم أوزر وأوسيشكين اليوم) أول مصنع للخمور في بتاح تكفا بدأ العمل في عام 1890. جعل منزله بالقرب من المصنع وأنشأ هناك مدرسة تلمود توراة.
في بداية رحلتهم في فلسطين، عاش فرومكين وعائلته في مستوطنة يهود، ومن هناك كانوا يذهبون كل يوم لمدة 3 ساعات للعمل في بتاح تكفا، ورحلة مماثلة للعودة. لم يجرؤ أحد على العيش في بتاح تكفا، بسبب خطر الأمراض هناك.
بعد فترة قصيرة من الرحلات اليومية سيرًا على الأقدام بين بتاح تكفا ويهود، قرر الحاخام فرومكن التحرك وإنشاء أول منزل في بتاح تكفا. انتقل هو وعائلته إلى منزل منعزل هناك، حيث رفض أصدقاؤه الذين ظنوا أنه مجنون الانضمام إليهم. ولم تبدأ العائلات بالانضمام إلى بيتح تكفا إلا بعد أشهر عديدة. ولعب هذا البيت الذي كان محاطاً بسياج ويُعتبر محصناً نسبياً دوراً هاماً أثناء الهجوم على بتاح تكفا (1886). وكان واحداً من المكانين المحميين اللذين تحصن فيهما مستوطنو بيتح تكفا ضد أول هجوم عربي منظم على اليهود في فلسطين.

### المدرسة
وعندما رأى أن الوقت قد حان للقيام بذلك، قرر إنشاء المركز التعليمي الذي حلم به طوال هذه السنوات. وكانت أول مدرسة خارج القدس، وأول مدرسة تدرس مواد أخرى غير الدراسات الدينية.
بدأت المدرسة عملها في عام 1884 وفي أيامها الطيبة درس فيها 63 طالباً تحت إشراف فريق من 13 معلماً.
1. 1 2  مذكور في: المكتبة المفتوحة. مُعرِّف المكتبة المفتوحة (OLID): OL2375544A. باسم: Aryeh Leib Frumkin. الوصول: 9 أكتوبر 2017. المُؤَلِّف: آرون سوارتز. لغة العمل أو لغة الاسم: الإنجليزية.
2. 1 2  مذكور في: المُعرِّف متعدِد الأوجه لمصطلح الموضوع. المُعرِّف مُتعدِد الأوجه لمُصطلح الموضوع (FAST): 314515. باسم: Aryeh Leib Frumkin. الوصول: 9 أكتوبر 2017.
3. 1 2  مذكور في: ليبريس. مُعرِّف دليل المكتبة الوطنيَّة السويديَّة - ليبيرس (LIBRIS): 251776. باسم: Arye Leyb Frumk味in. الوصول: 9 أكتوبر 2017. الناشر: المكتبة الوطنية السويدية.